# Bellerophon-Maler

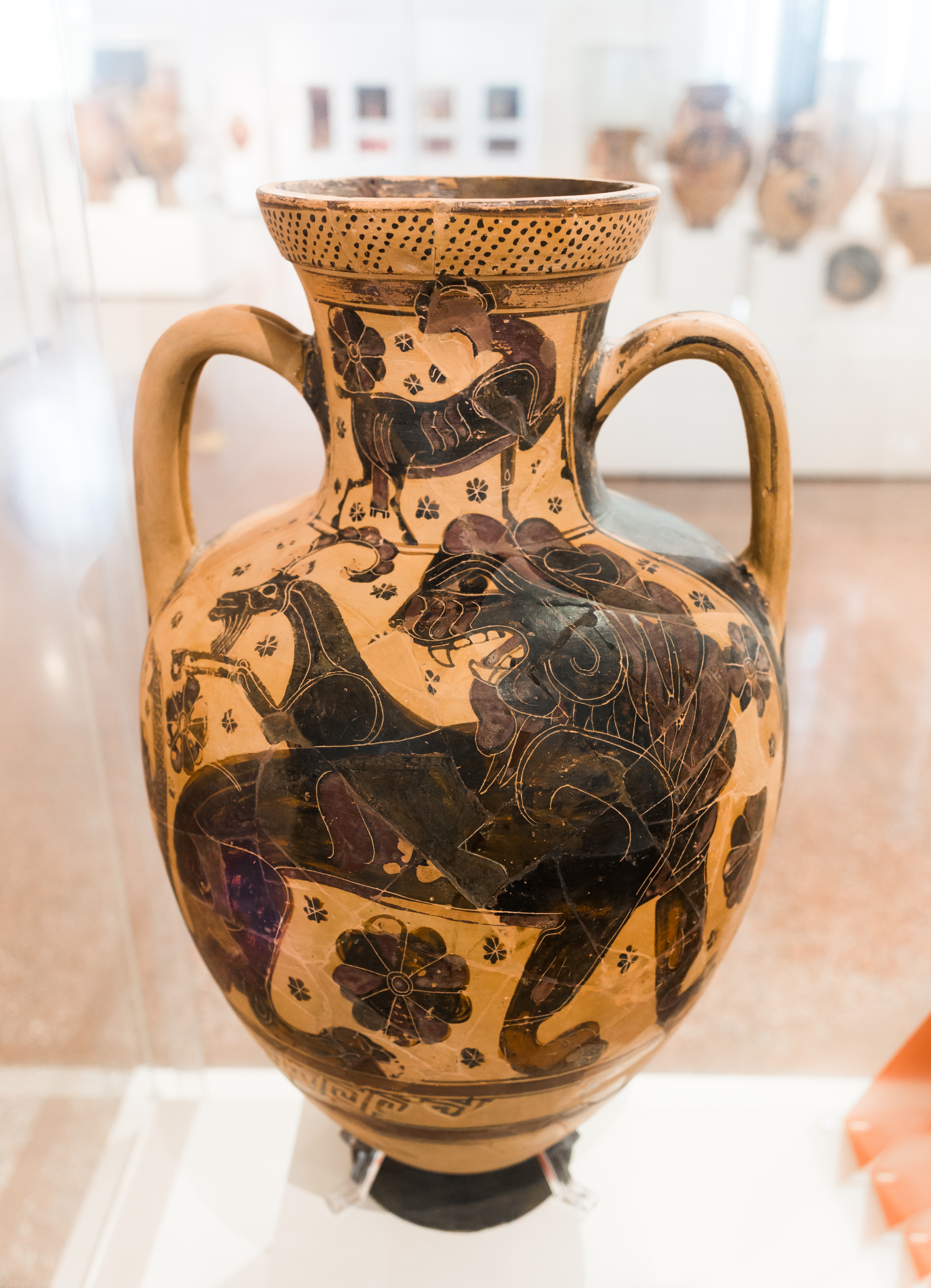
Halsamphore 16391 im Athener Nationalmuseum

Der Bellerophon-Maler war einer der ersten attischen schwarzfigurigen Vasenmaler. Seine Schaffensperiode wird in die Zeit zwischen 630 und 600 v. Chr. datiert.
Der Bellerophon-Maler war ein Zeitgenosse des Nessos-Malers, an dessen Bedeutung und künstlerische Klasse er jedoch nicht herankam. Von ihm sind zwei Halsamphoren mit Darstellung des Bellerophon und der Chimaira bekannt, beide wurden in Vari gefunden und befinden sich heute in Athen, Nationalmuseum Inv. 16389 und 16391. Auffällig ist bei ihm und einigen anderen attischen Vasenmalern dieser Zeit, dass die Bildflächen der großformatigen Vasen mit vielen Figuren und Ornamenten gefüllt werden, die zum Teil nur noch schwer voneinander zu unterscheiden sind.